# Soreyuke! Uchū senkan Yamamoto Yōko
Soreyuke! Uchū senkan Yamamoto Yōko (それゆけ!宇宙戦艦ヤマモト・ヨーコ?) è una serie di anime ispirata ai romanzi di Takashi Shōji. Fra il 1996 ed il 1997, sono state prodotte due serie OAV di tre episodi ciascuna da J.C.Staff. Successivamente è stata trasmessa in Giappone una serie televisiva anime di ventisei episodi dall'aprile al settembre 1999. La serie televisiva racconta una versione alternativa della storia degli OAV.

## Trama
La serie è ambientata nell'anno 2999, in cui due fazioni - TERRA e NESS - si stanno affrontando in una interminabile guerra intergalattica per controllare l'universo. Entrambe le fazioni sono dotate di navi spaziali, in grado di teletrasportare i piloti nella loro nave madre, prima di essere distrutte. In questo modo non ci sono vittime durante le battaglie. Dato che i riflessi delle persone del trentesimo secolo si sono notevolmente deteriorati, un ingegnere di TERRA, Curtis Lawson, utilizza una macchina del tempo per tornare indietro di mille anni, nel 1999 e reclutare quattro ragazze del passato per combattere per Terra. Queste sono Yohko Yamamoto, Momiji Kagariya, Ayano Elizabeth Hakuhouin e Madoka Midou.

## Personaggi e doppiatori

### Dall'anno 1999
Yohko Yamamoto (山本 洋子?, Yamamoto Yōko): (Seiyū - Minami Takayama)
Momiji Kagariya (松明屋 紅葉?, Kagariya Momiji): (Seiyū - Satsuki Yukino (TV)/Shiho Niiyama (OVA))
Ayano Elizabeth Hakuhouin (白鳳院 綾乃 エリザベス?, Hakuhōin Ayano Elizabeth): (Seiyū - Yūko Miyamura)
Madoka Midou (御堂 まどか?, Midō Madoka): (Seiyū - Megumi Hayashibara)

### TERRA
Ammiraglio Zena Leon (Seiyū - Masako Katsuki)
Curtis Lawson (Seiyū - Yasunori Matsumoto)

### NESS
Generale Fluger von Meo-Toroll
Rouge (Seiyū - Sakiko Tamagawa)
Rote (Seiyū - Mika Kanai)
Lubrum (Seiyū - Yukana Nogami)
Erytron (Seiyū - Masami Suzuki)
Lyle
Ghost Captain (Borei Kancyo)

### NESS fazione Zenga
Yohsuke Yamamoto (山本洋介?, Yamamoto Yōsuke)
Ginga Bancyo (lit. Galaxy Boss)
Zenga von Meli-Su-Han
Tenzer von Meli-Su-Hun
Sara Dread

## Episodi
| Nº                    | Giapponese 「Kanji」 - Rōmaji                                                      | In onda           | In onda |
| Nº                    | Giapponese 「Kanji」 - Rōmaji                                                      | Giapponese        |         |
| OAV (3 episodi)       |                                                                                    |                   |         |
| 1                     | 「ゲットレディ!」 - Gettoredi!                                                     | 6 marzo 1996      |         |
| 2                     | 「湯けむりのナインボール」 - Yukemuri no Nine Ball                                 | 5 aprile 1996     |         |
| 3                     | 「薔薇のメモワール」 - Bara no Memoirs                                             | 5 giugno 1996     |         |
| OAV II (3 episodi)    |                                                                                    |                   |         |
| 1                     | 「真夏のチャレンジャー」 - Manatsu no Challenger                                   | 6 agosto 1997     |         |
| 2                     | 「伝説のナイトメア」 - Densetsu no Nightmare                                       | 3 ottobre 1997    |         |
| 3                     | 「桜月夜のシンデレラ」 - Sakura Tsukiyo no Cinderella                              | 22 dicembre 1997  |         |
| Serie TV (26 episodi) |                                                                                    |                   |         |
| 1                     | 「碧い瞳の少女」 - Aoi Hitomi no Shojo                                             | 4 aprile 1999     |         |
| 2                     | 「はばたけ!新しい翼」 - Habatake! Atarashi no Tsubasa                              | 11 aprile 1999    |         |
| 3                     | 「光れ!まどかの青春」 - Hikare! Madoka no seishun                                  | 18 aprile 1999    |         |
| 4                     | 「四重奏(カルテット)結成! はじめての戦い」 - Karudetto kessei! Hajimete no tatakai | 25 aprile 1999    |         |
| 5                     | 「脅威! レッドスナッパーズの挑戦」 - Kyōi! REDDO SUNAPPOZU no chōsen               | 2 maggio 1999     |         |
| 6                     | 「さよなら未来」 - Sayonara mirai                                                  | 9 maggio 1999     |         |
| 7                     | 「不死蝶 起つ」 - Fushichō tatsu                                                   | 16 maggio 1999    |         |
| 8                     | 「時には 幼女のように」 - Toki ni wa yōjo no yōni                                  | 23 maggio 1999    |         |
| 9                     | 「大迷宮」 - Daimeikyū                                                             | 30 maggio 1999    |         |
| 10                    | 「たかく翔びたい!」 - Takaku tobitai!                                              | 6 giugno 1999     |         |
| 11                    | 「宇宙大海戦」 - Uchū daikaizoku                                                   | 13 giugno 1999    |         |
| 12                    | 「別れのうどん」 - Wakare no udon                                                  | 20 giugno 1999    |         |
| 13                    | 「美しき鬼」 - Utsukushiki oni                                                     | 27 giugno 1999    |         |
| 14                    | 「死後の恋」 - Shigo no koi                                                        | 4 luglio 1999     |         |
| 15                    | 「眠れる花嫁」 - Nemureru hanayume                                                 | 11 luglio 1999    |         |
| 16                    | 「碧い瞳の転校生」 - Aoi hitomi no tenkōsei                                        | 18 luglio 1999    |         |
| 17                    | 「双面の舞姫」 - Sōmen no maihime                                                  | 25 luglio 1999    |         |
| 18                    | 「仮面舞踏会」 - Kamen butōkai                                                     | 1º agosto 1999    |         |
| 19                    | 「群雄割拠」 - Gunyūkakkyo                                                         | 8 agosto 1999     |         |
| 20                    | 「青と赤」 - Ao to aka                                                             | 15 agosto 1999    |         |
| 21                    | 「紅四姉妹」 - Kurenai yonshimai                                                   | 22 agosto 1999    |         |
| 22                    | 「黒の天使」 - Kuro no tenshi                                                      | 29 agosto 1999    |         |
| 23                    | 「残像」 - Zanzō                                                                   | 5 settembre 1999  |         |
| 24                    | 「さよならの惑星」 - Sayonara no wakusei                                           | 12 settembre 1999 |         |
| 25                    | 「赤い殺意」 - Akai satsui                                                         | 19 settembre 1999 |         |
| 26                    | 「仮面の告白」 - Kamen no kokuhaku                                                 | 26 settembre 1999 |         |

## Colonna sonora
Sigle di apertura
- Sōda, zettai. cantata da Masami Okui (seconda serie OAV)
- Tenshi no kyūsoku (天使の休息?) cantata da Masami Okui (Serie televisiva, ep.1-25)

Sigle di chiusura
- Shake It cantata da Masami Okui (OAV)
- Heartware Girl - kimi no kokoro kanjitara cantata da Iiwasaki Motoyoshi
- Fly to My S cantata da Koyama Minami
- Ru Ru Ru (ルルル?, Ru-Ru-Ru) cantata da Masami Okui (Serie televisiva, ep. 1-25)
- Tenshi no kyūsoku (天使の休息?) cantata da Masami Okui (Serie televisiva, ep. 26)